# Episkopí (ort i Grekland, Mellersta Makedonien, Nomós Imathías, lat 40,69, long 22,14)
Episkopí är en ort i Grekland.   Den ligger i prefekturen Nomós Imathías och regionen Mellersta Makedonien, i den norra delen av landet, 300 km norr om huvudstaden Aten. Episkopí ligger 70 meter över havet och antalet invånare är 1 990.
Terrängen runt Episkopí är platt åt nordost, men åt sydväst är den kuperad. Terrängen runt Episkopí sluttar österut. Runt Episkopí är det ganska tätbefolkat, med 104 invånare per kvadratkilometer. Närmaste större samhälle är Náousa, 8,6 km sydväst om Episkopí. Omgivningarna runt Episkopí är en mosaik av jordbruksmark och naturlig växtlighet.